# Контекстно-залежна граматика
Контекстно-залежна граматика (скорочено КЗ-граматика) — формальна граматика типу 1 в ієрархії Чомскі. Особливість КЗ граматик в тому, що правила виводу здійснюють заміну нетермільнального символу лише у визначеному контексті.

## Визначення
Контекстно-залежна граматика, це формальна граматика {\displaystyle G=(N,T,P,S)} де
- {\displaystyle N} — множина нетермінальних символів
- {\displaystyle T} — множина термінальних символів
- {\displaystyle S\in N} — початковий символ
- {\displaystyle P} — правила виводу виду {\displaystyle \alpha X\beta \rightarrow \alpha \gamma \beta } або {\displaystyle S\rightarrow \varepsilon }, за умов:
  - {\displaystyle \alpha ,\beta \in (N\cup T)^{*}}
  - {\displaystyle X\in N}
  - {\displaystyle \gamma \in (N\cup T)^{+}}
  - {\displaystyle S} відсутнє в правій частині правил виводу

### Властивості
За єдиним винятком, визначені правила виводу мають вид {\displaystyle \alpha X\beta \rightarrow \alpha \gamma \beta } та {\displaystyle \gamma \neq \varepsilon }.
Це означає, що нетермінальний символ {\displaystyle X} в контексті {\displaystyle \alpha } та {\displaystyle \beta } буде замінено на {\displaystyle \gamma }. Але, в той час, як довжина {\displaystyle \gamma } має бути не менше за одиницю, і {\displaystyle \alpha } і {\displaystyle \beta } можуть бути порожніми.
Наступні приклади крайніх випадків відповідають визначенню:
- {\displaystyle \alpha X\rightarrow \alpha \gamma }
- {\displaystyle X\beta \rightarrow \gamma \beta }
- {\displaystyle X\rightarrow \gamma }

Аби зробити можливим роботу з порожнім словом, дозволяють правило {\displaystyle S\rightarrow \varepsilon }, за умови відсутності {\displaystyle S} в правій частині правил виводу.

### Контекстно-залежні та монотонні граматики
Правила виводу КЗ-граматики не скорочують рядок в лівій частині. За винятком правила {\displaystyle S\rightarrow \varepsilon } для правил {\displaystyle w_{1}\rightarrow w_{2}} виконується нерівність {\displaystyle \left|w_{1}\right|\leq \left|w_{2}\right|}. Таким чином, КЗ-граматика завжди монотонна. КЗ- та монотонні граматики породжують однаковий клас мов.
Деякі автори наводять визначення КЗ-граматик в контексті монотонних. Правила виводу виду {\displaystyle \alpha X\beta \rightarrow \alpha \gamma \beta } розглядають як типову або канонічну форму правил КЗ-граматик.

### Нормальні форми
Кожній КЗ-граматиці відповідає граматика в нормальній формі Куроди з правилами виводу виду:
- {\displaystyle A\rightarrow a}
- {\displaystyle A\rightarrow B}
- {\displaystyle A\rightarrow BC}
- {\displaystyle AB\rightarrow CD}

Граматика в нормальній формі Куроди монотонна, але не завжди контекстно-залежна.
КЗ нормальна форма подовжуюча, якщо має правила виду:
- {\displaystyle A\rightarrow a}
- {\displaystyle A\rightarrow BC}
- {\displaystyle AB\rightarrow AC}

Кожній КЗ граматиці відповідає подовжувальна граматика в нормальній формі.

### Альтернативне позначення
Мовознавці використовують інші позначення для правил виводу.. Правила підставляння визначають аналогічно правилам виводу, а в правій частині вказують контекст, в якому можна застосувати правило:
{\displaystyle X\rightarrow \gamma \;/\alpha \_\!\_\!\_\!\_\beta /}

## Мови породжені КЗ-граматиками
Контекстно-залежні граматики породжують контекстно-залежні мови. Тобто, кожна КЗ граматика породжує КЗ мову, і для кожної КЗ мови існує КЗ граматика, що її породжує.
Контекстно-залежні мови можна розпізнати недетермінованою лінійно-обмеженою машиною Тюринга (недетермінована машина Тюринга зі стрічкою обмеженої довжини).
Визначення приналежності слва мові ({\displaystyle x\in L}) для КЗ-мов розв'язувана.

## Приклад
Контекстно-залежну мову {\displaystyle L=\{a^{n}b^{n}c^{n}|n\geq 1\}} слів, які складаються з однакової кількості літер a за якими йдуть b та c, визначають наступною КЗ граматикою:
{\displaystyle G=(N,T,P,S)} з термінальними символами {\displaystyle T=\{a,b,c\}} та нетермінальними {\displaystyle N=\{B,C,H,S\}} та правилами виводу {\displaystyle P:}
1. {\displaystyle S\rightarrow aSBC\mid aBC}
2. {\displaystyle CB\rightarrow HB}
3. {\displaystyle HB\rightarrow HC}
4. {\displaystyle HC\rightarrow BC}
5. {\displaystyle aB\rightarrow ab}
6. {\displaystyle bB\rightarrow bb}
7. {\displaystyle bC\rightarrow bc}
8. {\displaystyle cC\rightarrow cc}

Слово {\displaystyle aabbcc\in L} можна отримати таким чином (підкреслено контекст, в якому відбувається заміна):
{\displaystyle {\begin{array}{l}{\underline {S}}\Rightarrow _{1}a{\underline {S}}BC\Rightarrow _{1}aaB{\underline {CB}}C\Rightarrow _{2}aaB{\underline {HB}}C\\\Rightarrow _{3}aaB{\underline {HC}}C\Rightarrow _{4}a{\underline {aB}}BCC\Rightarrow _{5}aa{\underline {bB}}CC\\\Rightarrow _{6}aab{\underline {bC}}C\Rightarrow _{7}aabb{\underline {cC}}\Rightarrow _{8}aabbcc\end{array}}}